# Сент-Огастін (Флорида)
Сент-Огастін, Сейнт-Огастін (англ. St. Augustine) — місто (англ. city) в США, адміністративний центр округу Сент-Джонс штату Флорида. Розташоване на Атлантичному узбережжі на північному сході штату. Місто вважається найдавнішим із заснованих європейцями населеним пунктом на території континентальних США. Населення становить 14329 осіб (2020).
За 42 роки до того, як англійці заснували своє перше поселення — Джеймстаун на території Північної Америки, та за 55 років від дати висадки перших пілігримів біля скелі Плімут (англ. Plymouth Rock), 7 вересня 1565 року іспанським адміралом Педро Менендес де Авілес була заснована перша видатна європейська колонія — Сент-Огастін.

## Історія

### Відкриття Флориди

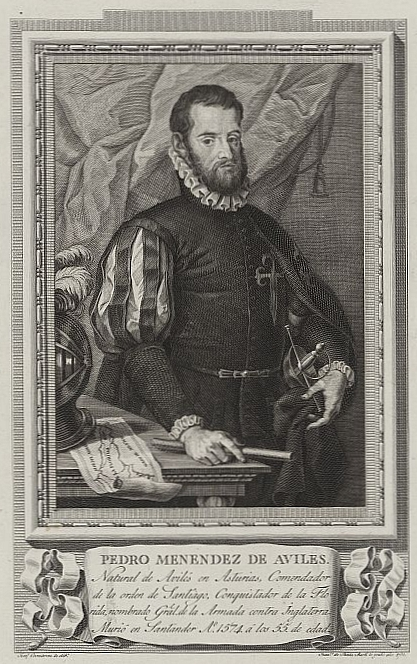
Педро Менендес де Авілес

Першим європейцем котрий розвідав ці землі став іспанський дослідник та тодішній губернатор Пуерто-Рико — Хуан Понсе де Леон. У квітні 1513 року він побачив землю й висадився на східному березі Флориди біля сучасного Сент-Огастіна. Вважаючи цей регіон ще одним островом, Понсе де Леон заявив право іспанської корони на цю землю, і нарік її Флоридою за дивовижну тропічну флору.
До часу заснування міста, територію Флориди намагалась колонізувати Франція, проте її спроби виявились невдалими.

### Заснування поселення
28 серпня 1565 року, корабель адмірала Менендес де Авілеса побачив землю. Оскільки за християнським календарем цей день був церковним святом — днем Блаженого Августина Аврелія, то землю назвали — Сан-Агустін (ісп. San Agustín).
7 вересня того ж року капітани Моралес та Патина з групою із 30 людей, висадилися на берег і почали зводити укріплення для захисту людей та провіанту. Наступного дня адмірал Менендес формально заявив право іспанської корони на землі Флориди й вивантажив провіант та необхідні ресурси для заснування форту з двох його кораблів.

## Географія
Сент-Огастін розташований за координатами 29°53′45″ пн. ш. 81°18′42″ зх. д. / 29.89583° пн. ш. 81.31167° зх. д. (29.895928, -81.311586). За даними Бюро перепису населення США в 2010 році місто мало площу 33,06 км², з яких 24,42 км² — суходіл та 8,64 км² — водойми.

### Клімат
Місто знаходиться у зоні, котра характеризується вологим субтропічним кліматом. Найтепліший місяць — серпень із середньою температурою 27.2 °C (80.9 °F). Найхолодніший місяць — січень, із середньою температурою 14.2 °С (57.5 °F).
| Клімат Сент-Огастіна    | Клімат Сент-Огастіна | Клімат Сент-Огастіна | Клімат Сент-Огастіна | Клімат Сент-Огастіна | Клімат Сент-Огастіна | Клімат Сент-Огастіна | Клімат Сент-Огастіна | Клімат Сент-Огастіна | Клімат Сент-Огастіна | Клімат Сент-Огастіна | Клімат Сент-Огастіна | Клімат Сент-Огастіна | Клімат Сент-Огастіна |
| Показник                | Січ.                 | Лют.                 | Бер.                 | Квіт.                | Трав.                | Черв.                | Лип.                 | Серп.                | Вер.                 | Жовт.                | Лист.                | Груд.                | Рік                  |
| Абсолютний максимум, °C | 30,6                 | 32,2                 | 34,4                 | 35,6                 | 37,2                 | 40                   | 38,3                 | 38,9                 | 37,8                 | 36,7                 | 33,3                 | 31,7                 | 40                   |
| Середній максимум, °C   | 19,9                 | 20,8                 | 23,3                 | 26,2                 | 28,9                 | 31,2                 | 32,1                 | 32                   | 30,5                 | 27,2                 | 23,2                 | 20,3                 | 26,3                 |
| Середня температура, °C | 14,2                 | 14,8                 | 17,4                 | 20,4                 | 23,6                 | 26,1                 | 27,1                 | 27,2                 | 26,1                 | 22,6                 | 17,8                 | 14,7                 | 21                   |
| Середній мінімум, °C    | 8,3                  | 8,9                  | 11,5                 | 14,7                 | 18,2                 | 21,1                 | 22,1                 | 22,3                 | 21,7                 | 18                   | 12,4                 | 8,9                  | 15,7                 |
| Абсолютний мінімум, °C  | −7,8                 | −8,9                 | −3,3                 | 0,6                  | 6,1                  | 12,2                 | 15,6                 | 15                   | 10,6                 | −0,6                 | −3,9                 | −8,9                 | −8,9                 |
| Норма опадів, мм        | 60                   | 70                   | 80                   | 70                   | 80                   | 130                  | 140                  | 140                  | 170                  | 130                  | 50                   | 70                   | 1250                 |
| Днів з опадами          | 7                    | 8                    | 8                    | 6                    | 8                    | 12                   | 13                   | 12                   | 13                   | 10                   | 6                    | 8                    | 110                  |
| Днів з дощем            | 5                    | 6                    | 6                    | 5                    | 6                    | 8                    | 8                    | 8                    | 10                   | 8                    | 4                    | 5                    | 83                   |
| Вологість повітря, %    | 77                   | 76                   | 74                   | 73                   | 75                   | 79                   | 80                   | 81                   | 81                   | 78                   | 78                   | 78                   | 78                   |
| ----------------------- | -------------------- | -------------------- | -------------------- | -------------------- | -------------------- | -------------------- | -------------------- | -------------------- | -------------------- | -------------------- | -------------------- | -------------------- | -------------------- |
| Джерело: Weatherbase    |                      |                      |                      |                      |                      |                      |                      |                      |                      |                      |                      |                      |                      |

## Демографія
Згідно з переписом 2010 року, у місті мешкало 12 975 осіб у 5743 домогосподарствах у складі 2679 родин. Густота населення становила 392 особи/км². Було 6978 помешкань (211/км²).
Расовий склад населення:
| - 84,2 % — білих - 11,6 % — чорних або афроамериканців - 1,2 % — азіатів - 0,4 % — корінних американців - 0,1 % — вихідців з тихоокеанських островів |

До двох чи більше рас належало 1,6 %. Частка іспаномовних становила 5,1 % від усіх жителів.
За віковим діапазоном населення розподілялося таким чином: 13,1 % — особи молодші 18 років, 67,9 % — особи у віці 18—64 років, 19,0 % — особи у віці 65 років та старші. Медіана віку мешканця становила 42,6 року. На 100 осіб жіночої статі у місті припадало 88,2 чоловіків; на 100 жінок у віці від 18 років та старших — 85,8 чоловіків також старших 18 років.
Середній дохід на одне домашнє господарство становив 61 626 доларів США (медіана — 42 958), а середній дохід на одну сім'ю — 78 168 доларів (медіана — 56 683). Медіана доходів становила 33 750 доларів для чоловіків та 35 191 долар для жінок. За межею бідності перебувало 22,2 % осіб, у тому числі 32,7 % дітей у віці до 18 років та 12,3 % осіб у віці 65 років та старших.
Цивільне працевлаштоване населення становило 6306 осіб. Основні галузі зайнятості: мистецтво, розваги та відпочинок — 28,7 %, освіта, охорона здоров'я та соціальна допомога — 18,0 %, роздрібна торгівля — 12,5 %, науковці, спеціалісти, менеджери — 12,1 %.
Демографічні дані станом на 2010 рік.
| Населення                                 | Сейнт-Огастін | Штат Флорида |
| ----------------------------------------- | ------------- | ------------ |
| Кількість населення (2010)                | 12 975        | 18 802 690   |
| Густота населення (2010)                  | 1 376,2/миль² | 350,6/миль²  |
| Діти до 5 років (2010)                    | 3,6 %         | 5,7 %        |
| Діти до 18 років (2010)                   | 13,1 %        | 21,3 %       |
| Жінки (2010)                              | 53,1 %        | 51,1 %       |
| Люди похилого віку від 65 років (2010)    | 19,0 %        | 17,3 %       |
| Народилися за кордоном (2008—2012)        | 6,3 %         | 19,3 %       |
| Європеоїдна раса                          | 80,5 %        | 57,9 %       |
| Європеоїдна раса (іспанського походження) | 5,1 %         | 22,5 %       |
| Негроїдна раса                            | 11,6 %        | 16,0 %       |
| Монголоїдна раса                          | 1,2 %         | 2,4 %        |
| Корінні народи Америки та Гаваїв          | 0,1 %         | 0,1 %        |
| Дві або більше раси                       | 1,6 %         | 2,5 %        |
| Середній домашній річний прибуток (2012)  | $42 065       | $47 309      |
| Бакалавр або вищий (2008—2012)            | 34,7 %        | 26,2 %       |

## Транспорт

### Автомагістралі
- Interstate 95 пролягає з півночі на південь.
- U.S. Route 1 пролягає з півночі на південь.
- State Road A1A пролягає з півночі на південь.
- State Road 16 пролягає зі сходу на захід.
- State Road 207 пролягає з північного сходу на південний захід.
- State Road 312 пролягає зі сходу на захід.

### Автобуси
Sunshine Bus Company надає послуги автобусного перевезення в місті, а також існують міжміські сполучення з містами Гастінгс та Джексонвілл.

### Аеропорт
Найближчий аеропорт до Сент-Огастіна — Northeast Florida Regional Airport, знаходиться на відстані 6.4 км на північ від міста.

## Визначні місця

Панорама історичного центру міста

Завдяки своїй історичній спадщині Сент-Огастін є одним із центрів туризму Флориди.

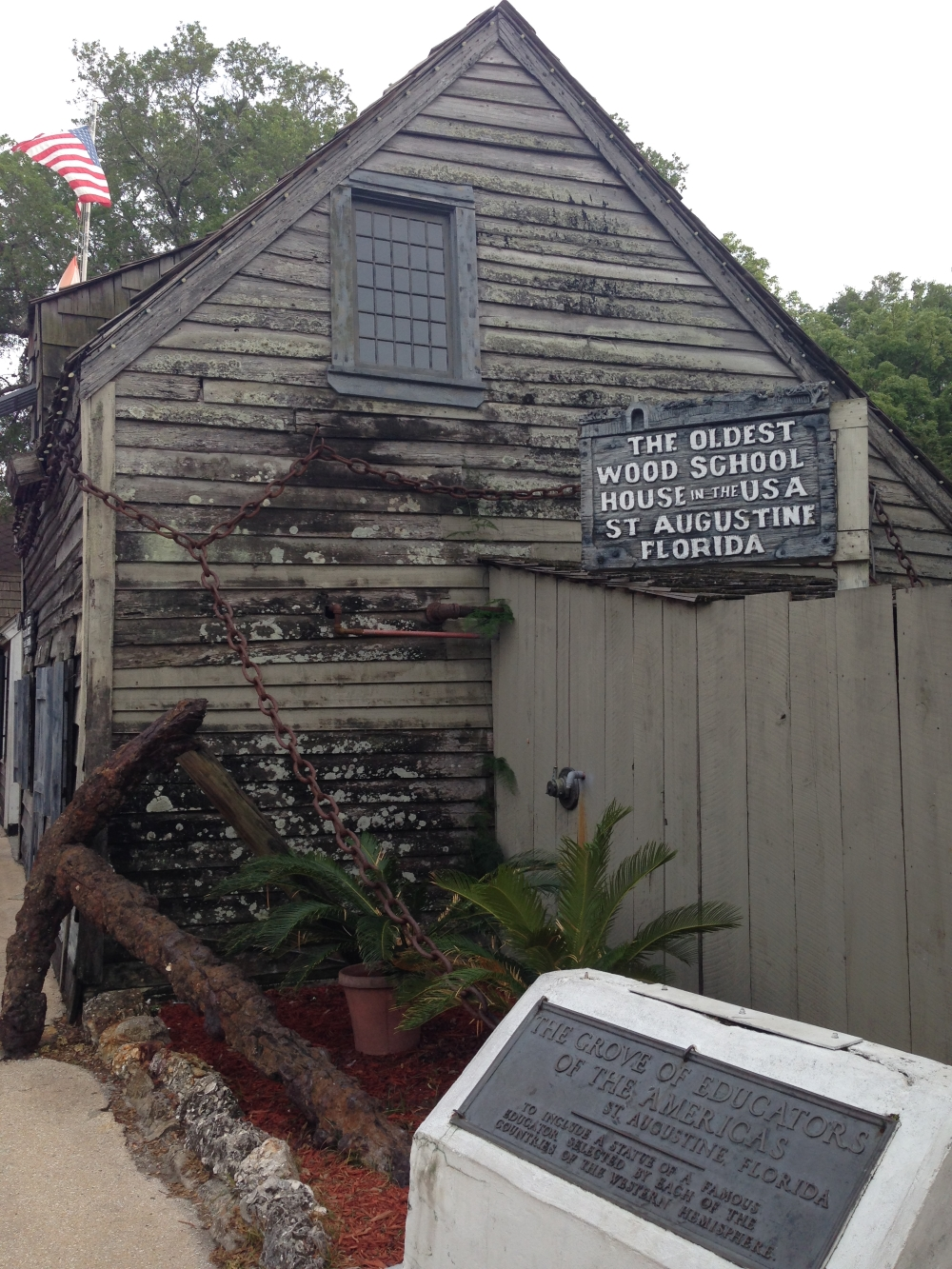
Одна з найстаріших дерев'яних шкіл США.

- Найстаріша дерев'яна школа (англ. Oldest Wooden Schoolhouse) — одна з найстаріших дерев'яних шкіл США. Будівля школи знаходиться за адресою 14 St. George Street in St. Augustine, Florida.

Хоча напис на табличці біля школи зазначає, що це найстаріша дерев'яна школа у Сполучених Штатах Америки, проте перша згадка про школу зафіксована у 1716 році в податкових документах міста.
Найстаріша школа США була побудована у 1696 році, і знаходиться у місті Ричмондтаун, штат Нью-Йорк.

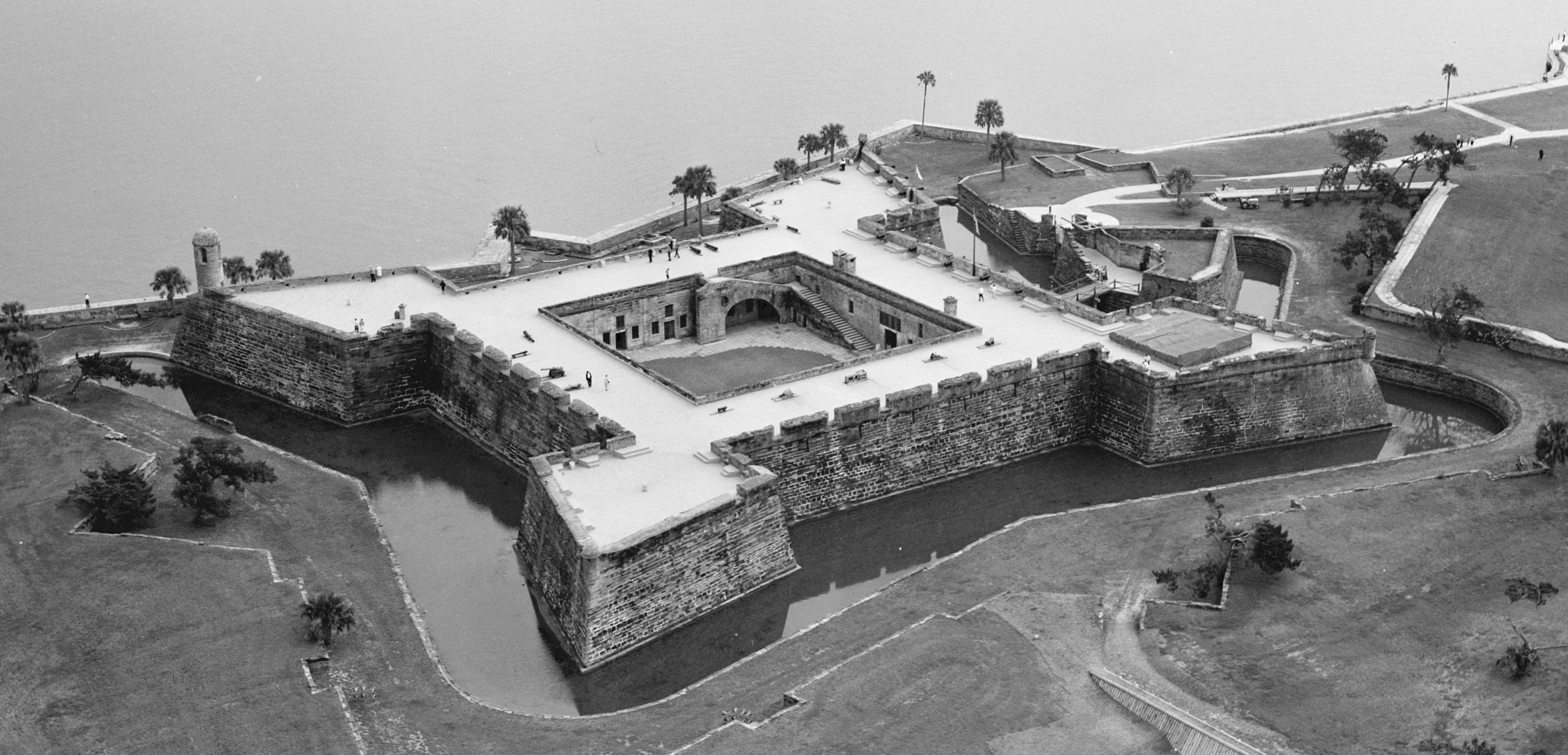
Кастільйо-де-Сан-Маркос

- Кастільйо-де-Сан-Маркос (ісп. Castillo de San Marcos) — найстаріший кам'яний форт на території континентальних США, побудова якого почалася у 1672 році задля захисту міста від піратів. Форт займає площу 320 акрів (1.29 км²).
- Зоопарк ферми алігаторів у Сент-Огастіні (англ. St. Augustine Alligator Farm Zoological Park) — один із найстаріших туристичних атракціонів Флориди, заснований 20 травня 1893 року. Парк утримує 23 різновиди крокодилів, та багато інших тварин — ссавців, птахів та рептилій.[10]
- Музей Лайтнер — це музей старожитностей американського золотого сторіччя

## Пов'язані особистості
- Джон Армстронг — відомий американський політолог та викладач. Автор праці «Український націоналізм 1939—1945 років».
- Рей Чарлз — співак, клавішник і композитор американських пісень різних музичних напрямів. Один із творців музичного напряму — Соул.
- Стефен Фарреллі — професійний реслер.
- Сінклер Льюїс — відомий американський письменник, перший американський письменник-лауреат Нобелівської премії з літератури (1930).
- Джордж Макговерн — американський історик, політичний діяч, кандидат у президенти США від Демократичної партії (1972).
- Джон Ліллі — американський лікар-психоаналітик, вчений-нейробіолог.
- Том Петті — американський рок-музикант, вокаліст, гітарист, композитор, автор пісень і продюсер.

## Міста-побратими
- Авілес, Іспанія
- Картахена, Колумбія
- Менорка, Іспанія
- Санто-Домінго, Домініканська Республіка

## Історична галерея міста

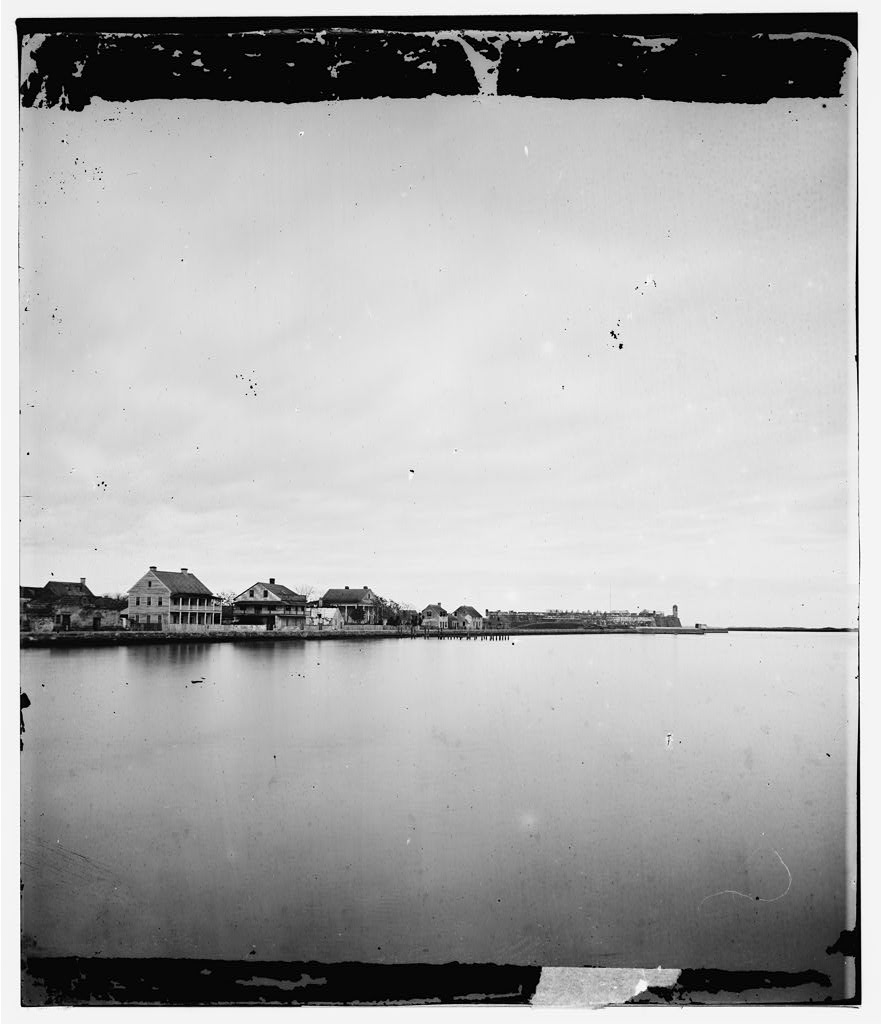
Вид набережної міста (1860 роки)
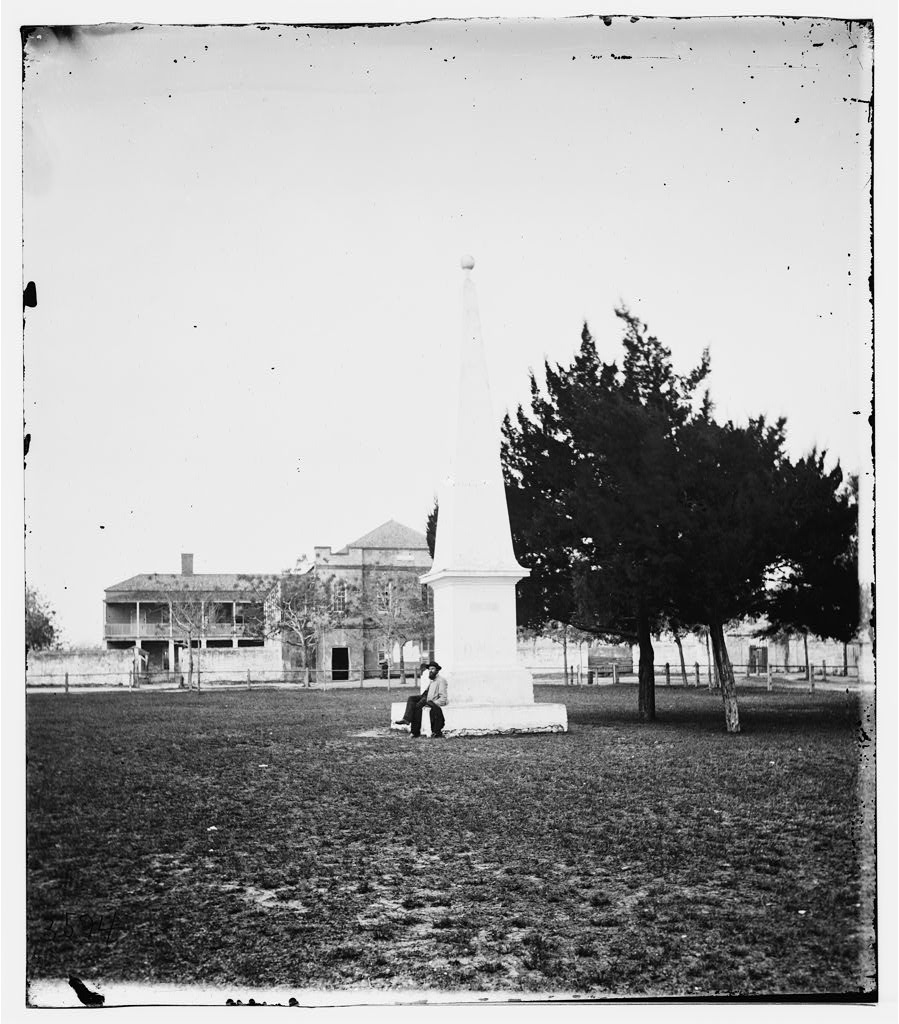
Будинок губернатора (1861—1865 роки)
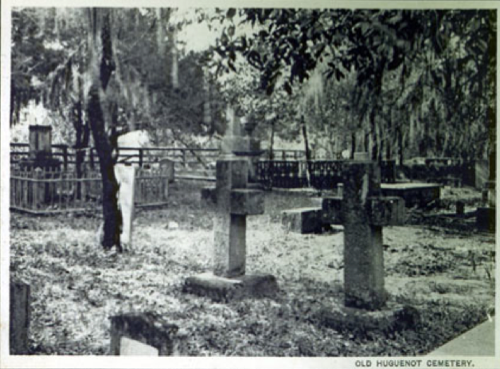
Старе протестантське кладовище
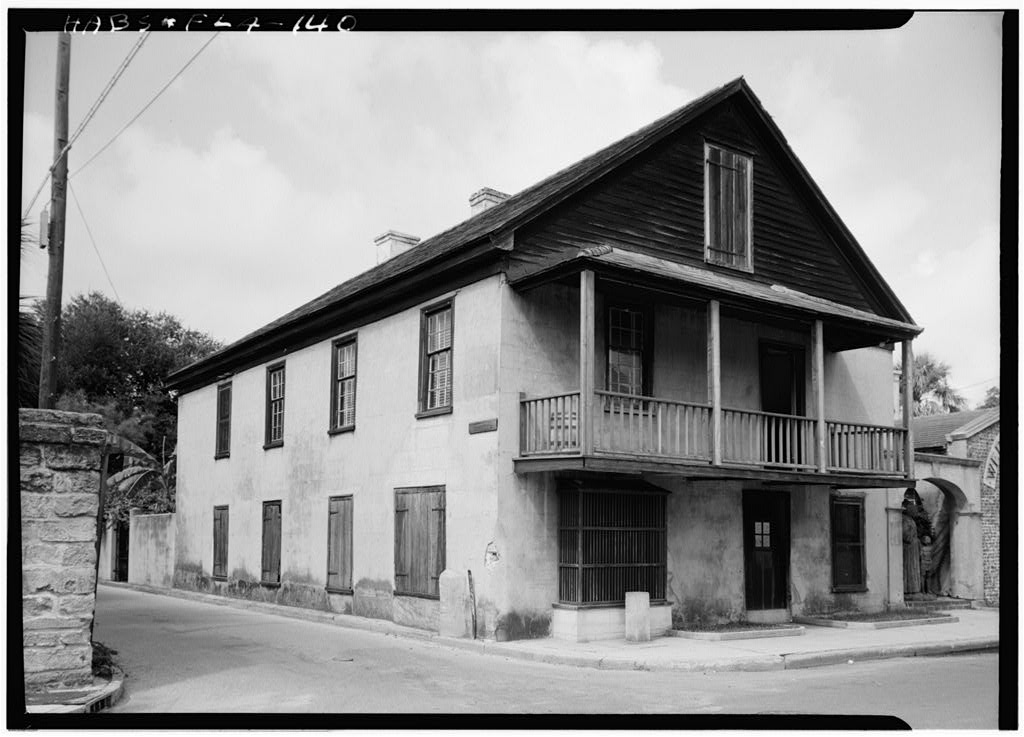
Один із вцілілих будинків Першого Іспанського періоду (1961 рік)
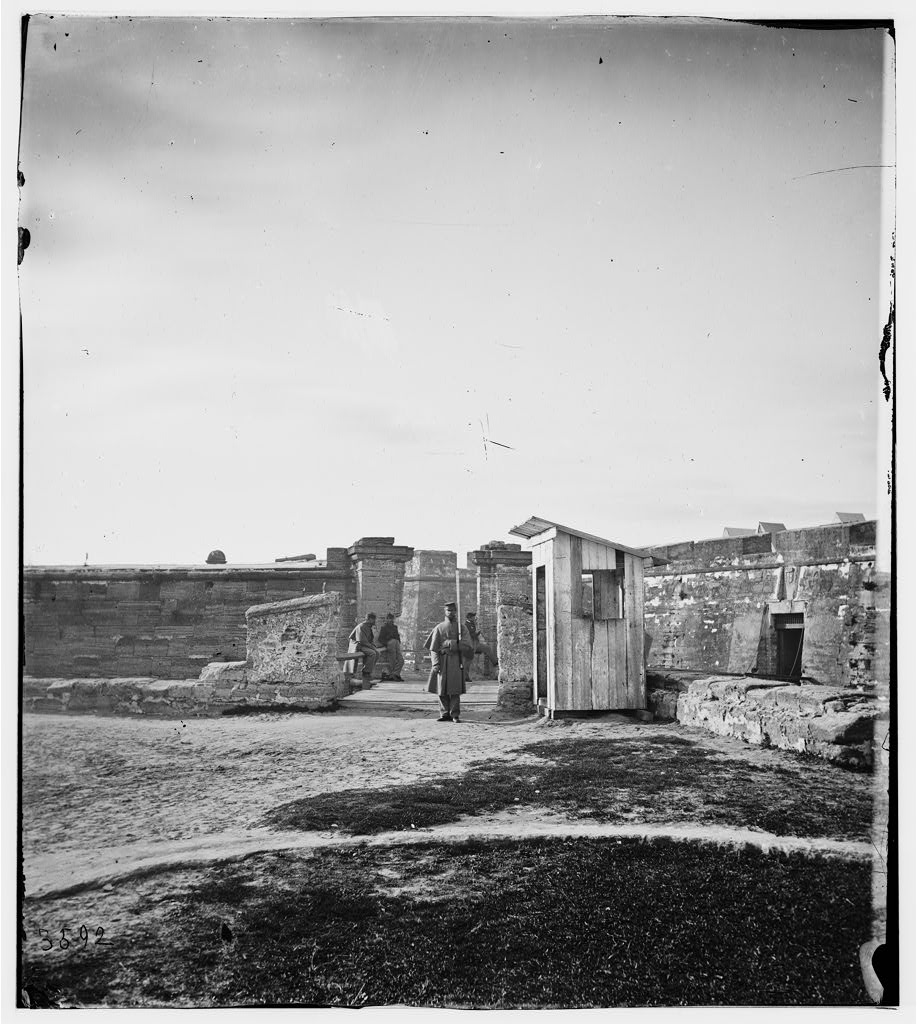
Форт Кастільйо-де-Сан-Маркос часів Громадянської війни у США
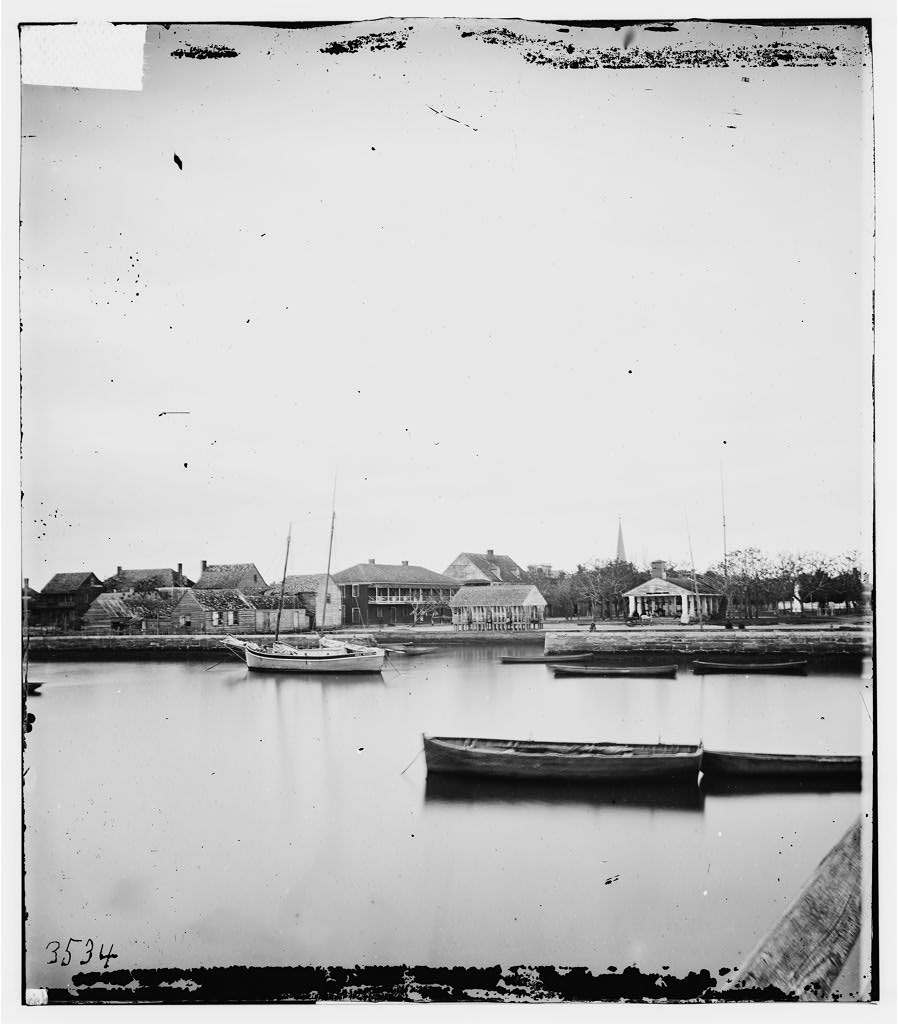
Вид набережної міста. Вид на невільничий ринок (1860 роки)
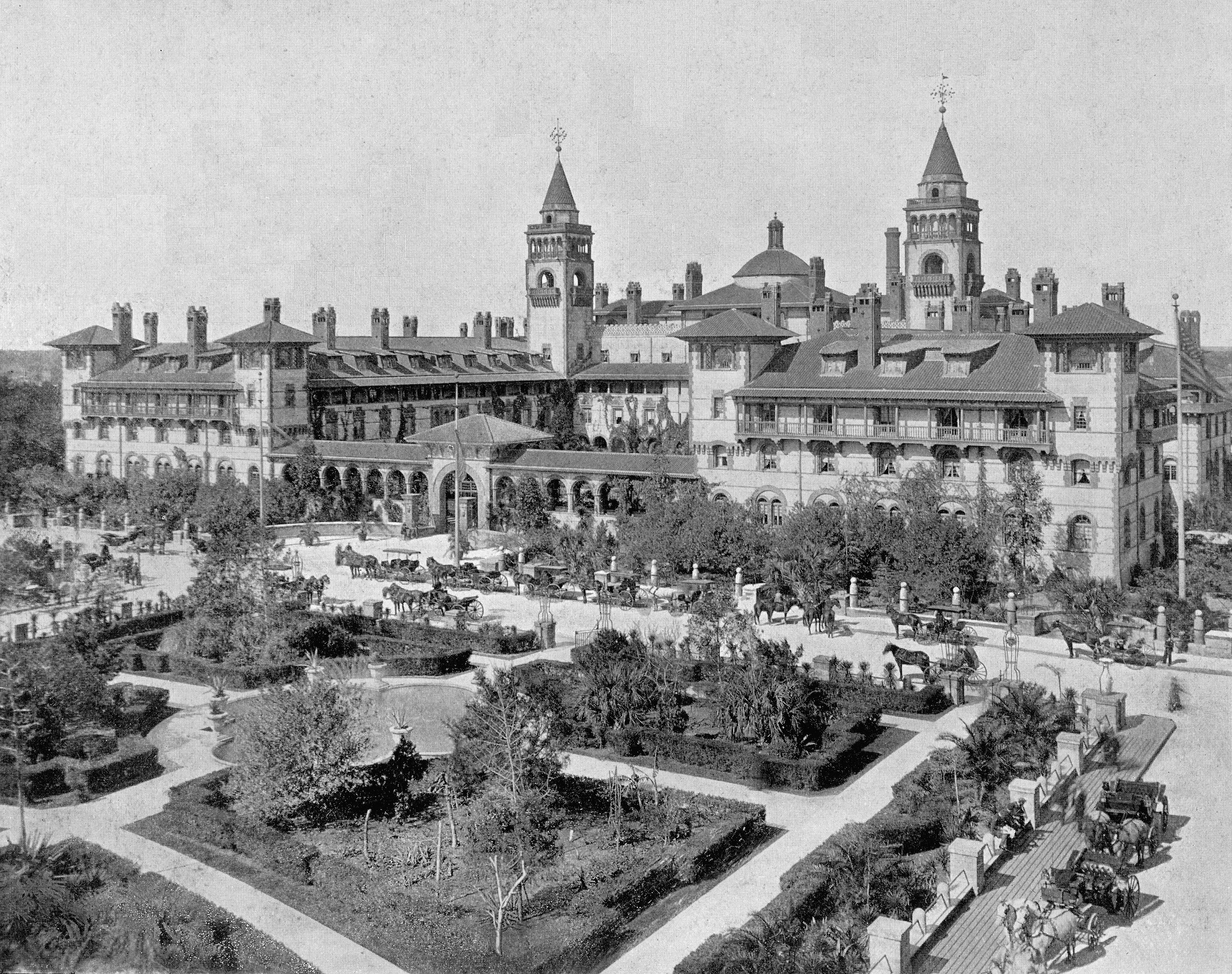
Готель Понсе де Леон (1901 рік)
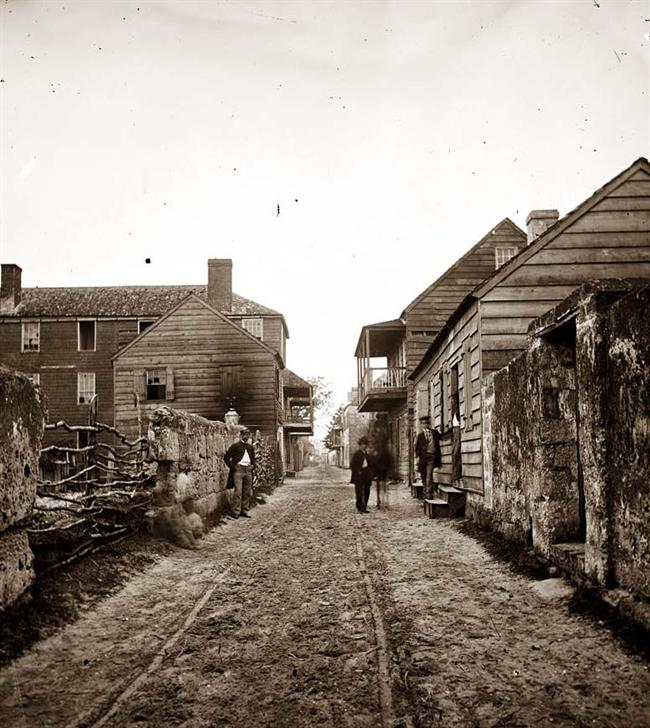
Центр міста (1861–1865 роки)
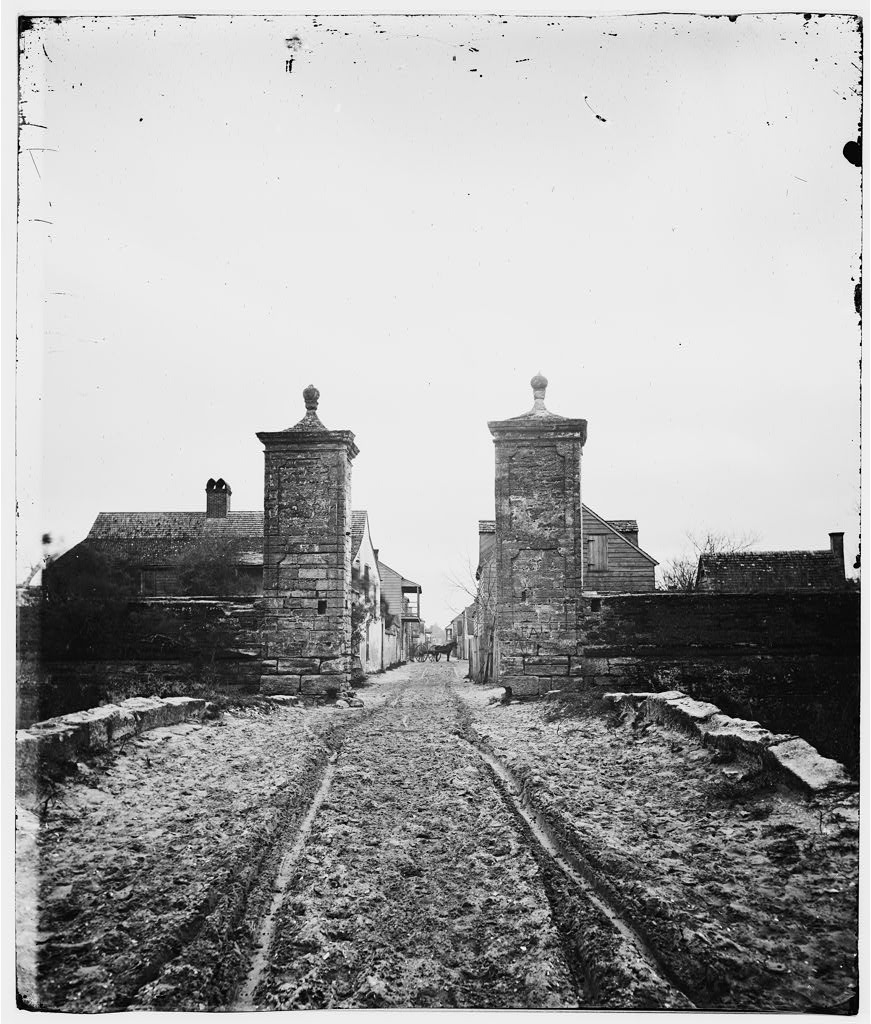
Ворота міста. Вид на місто (1861–1865 роки)
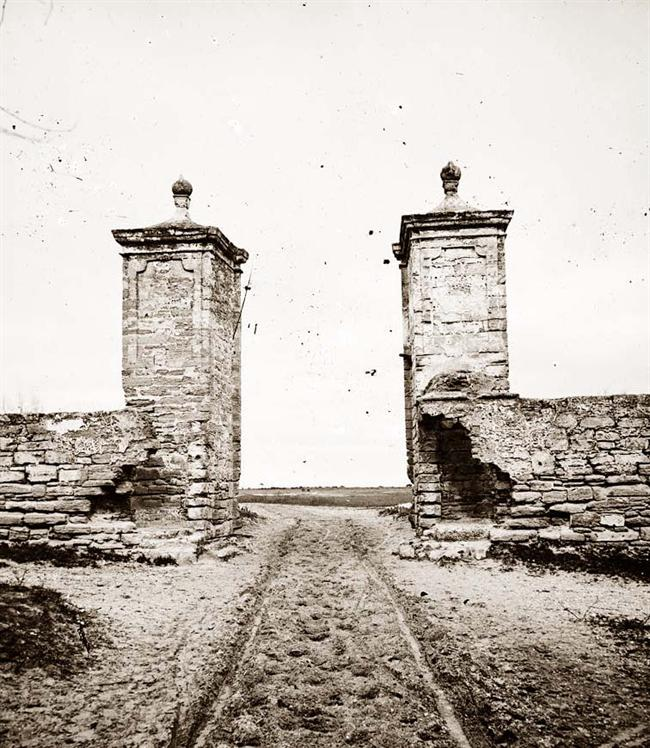
Ворота міста. Вид на незаселену місцевість (1861–1865 роки)
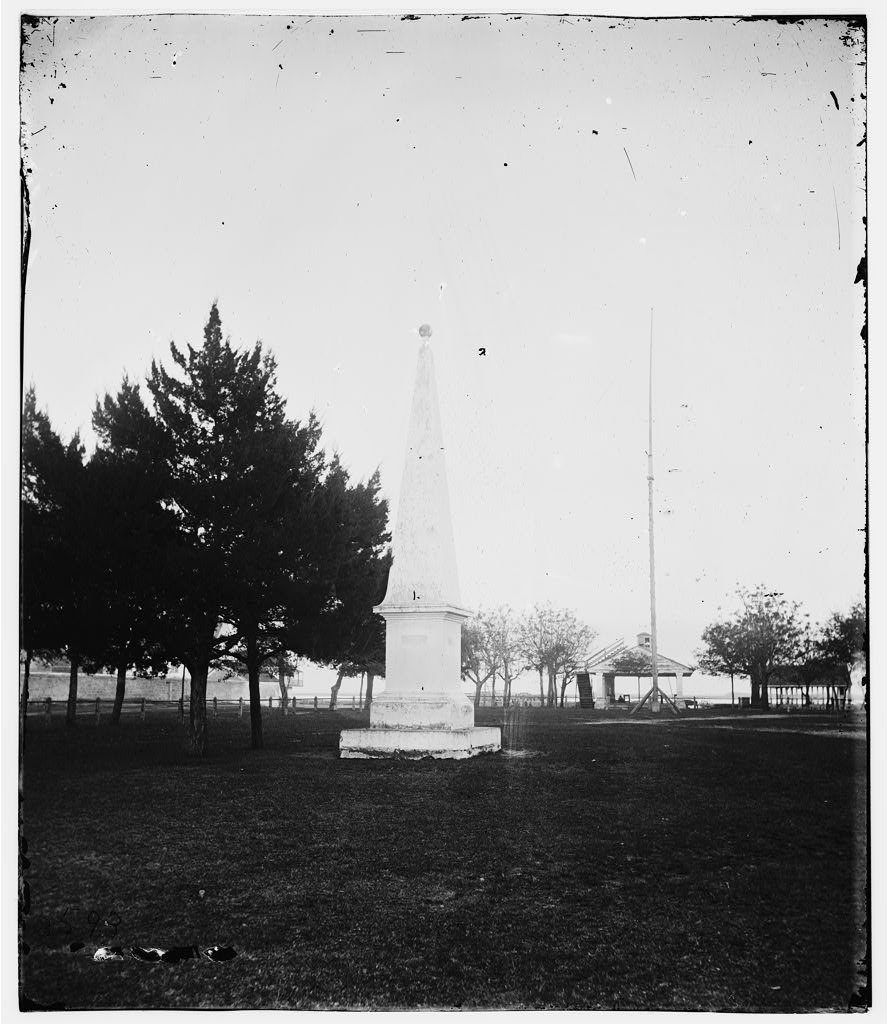
Меморіал Іспанській Конституції за ним невільничий ринок (1860 роки)
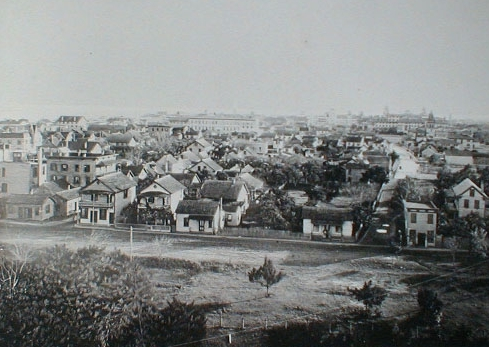
Вид на місто з колишнього готелю Сан-Марко